# Fête de la Sainte-Trinité
La Fête de la Trinité, ou Dimanche de la Trinité, est une célébration chrétienne qui honore le mystère de la Sainte Trinité : un seul Dieu en trois personnes, le Père, le Fils et le Saint-Esprit. Observée principalement dans les Églises occidentales (Catholicisme, Protestantisme, Anglicanisme), elle est célébrée le premier dimanche après la Pentecôte. Cette fête met l'accent sur la doctrine centrale du christianisme, affirmée lors des conciles de Nicée (325) et de Constantinople (381). Cet article explore l'histoire, les célébrations liturgiques, le patrimoine musical lié à la Trinité et les traditions locales associées.

## Histoire
La Fête de la Trinité trouve ses origines dans les débats théologiques des premiers siècles du christianisme, notamment autour de la nature de Dieu. La doctrine de la Trinité, formalisée par les conciles de Nicée et de Constantinople, devint un pilier du christianisme orthodoxe. Cependant, une fête liturgique spécifique ne fut établie que plus tard.
Au IXe siècle, des moines bénédictins, comme Alcuin, commencèrent à composer des offices pour honorer la Trinité. Au Xe siècle, Étienne de Liège rédigea un office complet pour cette fête, mais son adoption resta locale. Au XIIe siècle, Thomas Becket fut ordonné archevêque de Cantorbéry le dimanche après la Pentecôte (l'Angleterre était encore catholique). Son acte premier fut de souhaiter que le jour de sa consécration devienne une nouvelle fête en honneur de la Sainte Trinité. Son vœu ne tarda pas à se réaliser et à s'étendre à toute la chrétienté. Ce n’est ainsi qu’au XIVe siècle, sous l’impulsion du pape Jean XXII, que la Fête de la Trinité fut officiellement inscrite au calendrier romain en 1334, fixée au premier dimanche après la Pentecôte. Cette décision répondit à une volonté d’unifier la liturgie et de renforcer l’enseignement de la doctrine trinitaire face aux hérésies médiévales, comme l’arianisme résiduel ou le catharisme. Ensuite, la solennité de la Très Sainte Trinité fut établie en tant que double de la seconde classe par le pape Jean XXII ; puis elle fut instituée double de la première classe, le 24 juillet 1911, par le pape Pie X.
Dans les Églises orthodoxes, la Trinité est davantage célébrée lors de la Pentecôte, sans fête distincte, bien que certaines Églises grecques-catholiques observent une fête similaire.

## Célébration liturgique
La Fête de la Trinité est célébrée différemment selon les traditions chrétiennes, bien qu’elle partage un objectif commun : méditer sur le mystère de la Sainte Trinité.

### Église catholique
Dans le rite romain, le Dimanche de la Trinité marque le début du temps ordinaire après la Pentecôte. La liturgie inclut des lectures bibliques soulignant la révélation de Dieu en trois personnes, comme Matthieu 28:19 (« Allez, faites de toutes les nations des disciples, les baptisant au nom du Père, du Fils et du Saint-Esprit »). La prière eucharistique met en avant le Sanctus et des hymnes comme le Te Deum. L’office des lectures inclut souvent des textes patristiques, comme ceux d’Athanase d’Alexandrie.
Avant le concile Vatican II, elle marquait pour les catholiques la fin d'une période de trois semaines pendant laquelle les mariages étaient interdits. Cette période commençait le dimanche des Rogations (cinquième dimanche après Pâques). Cette pratique continue pour les personnes suivant la forme tridentine du rite romain. Dans l'Office Divin traditionnel (le Brevarium Romanum), c'est-à-dire pour les chanoines et le clergé séculier, le Symbole de Saint-Athanase (Quicunque vult) est récité à l'office de Prime. Avant 1960, il était lu à l'office de Prime, les dimanches après l'Épiphanie et après la Pentecôte qui ne tombaient sur une octave ou sur une célébration de "double" ou supérieure. Une réforme mineure de 1960 a donc réduit sa récitation au seul dimanche de la Très Sainte Trinité. Elle est fêtée au plus tôt le 17 mai, le 20 juin au plus tard. La solennité suivante, la Fête-Dieu, est célébrée le jeudi suivant (soit soixante jours après Pâques).

### Églises orthodoxes
Les Églises orthodoxes ne célèbrent pas une fête distincte de la Trinité, mais intègrent ce mystère dans la liturgie de la Pentecôte. Certains offices, comme les Vêpres de la Pentecôte, incluent des prières trinitaires. Les Églises grecques-catholiques, influencées par l’Occident, adoptent parfois le Dimanche de la Trinité.

### Églises protestantes
Dans les Églises luthériennes et réformées, la Fête de la Trinité est observée avec un accent sur la prédication autour de la doctrine trinitaire. Les luthériens, en particulier, utilisent des cantates spécifiques, comme celles de Jean-Sébastien Bach. Les réformés, plus sobres, privilégient des sermons théologiques.
Pour l'Église anglicane, selon le Book of Common Prayer, la Trinité est célébrée avec des collectes et des hymnes spécifiques, comme « Holy, Holy, Holy ». La liturgie anglicane combine éléments catholiques et protestants, mettant en avant la contemplation du mystère divin. Dans l'anglicanisme, la longue période de temps ordinaire avant l'Avent s'est appelée Après la Trinité au lieu d'Après la Pentecôte sauf aux États-Unis.

## Patrimoine musical
La Fête de la Trinité a inspiré un riche répertoire musical, notamment dans la tradition luthérienne, où Jean-Sébastien Bach (1685–1750) a composé plusieurs cantates pour ce dimanche. Parmi les plus connues :
- BWV 129: Gelobet sei der Herr, mein Gott (1726) : Une citation célèbre dans ce genre, cette cantate exalte la gloire de la Trinité avec une orchestration festive, incluant trompettes et timbales. Le choral final, basé sur un texte de Johann Olearius, est un sommet de la musique sacrée[6].
- BWV 165 O heilges Geist- und Wasserbad (1715) : Centrée sur le baptême, cette citation est intimiste et utilise des arias contemplatives[7] .
- BWV 176: Es ist ein trotzig und verzagt Ding (1725) : Plus dramatique, elle médite sur la difficulté humaine à saisir le mystère divin[6].

Bach s’inscrivait dans une tradition luthérienne où la musique renforçait la prédication. Ses cantates, souvent jouées lors de la liturgie du Dimanche de la Trinité à Leipzig, combinaient théologie et virtuosité. D'autres compositeurs, comme Georg Philipp Telemann, ont également contribué à ce répertoire, mais Bach reste inégalé. 
Dans le catholicisme, des messes trinitaires, comme celles de Mozart ou Haydn, intègrent des éléments festifs. Les hymnes latins, tels que tels que O Lux Beata Trinitas, sont aussi chantés dans les monastères. L'hymne médiéval Alta Trinità Beata est habituellement repris pour la fête de la Trinité.

## Traditions locales
La Fête de la Trinité est associée à divers traditions locales, souvent liées à des pratiques religieuses ou culturelles.  

### France
Dans certaines régions, comme en Alsace, des processions solennelles marquent le Dimanche de la Trinité. À Strasbourg, des concerts de musique sacrée, incluant des œuvres œuvres de Bach, sont organisés dans les églises.   

### Allemagne
Les communautés luthériennes célèbrent avec des offices musicaux fastueux. Dans certaines villes bavaroises, des altaux temporaires sont érigés pour des bénédictions publiques.   

### Espagne et Amérique latine
Dans les pays hispanophones, la Trinité est parfois honorée par des fêtes patronales, comme à Tolède, où des danses traditionnelles accompagnent les célébrations. Au Mexique, des villages décorent leurs églises avec des fleurs symbolisant l’unité divine.   

### Pologne
La Trinité est marquée par des pèlerinages vers des sanctuaires dédiés, comme celui de la Sainte Trinité à Cracovie, où des messes en plein air attirent des milliers de fidèles.  
Ces traditions, bien que variées, reflètent l’importance universelle de la Sainte Trinité dans la spiritualité chrétienne.

## Dictons associés
Cette fête mobile donne lieu à de nombreux dictons, tels :
- « S'il pleut pour la Trinité, le blé diminue de moitié. »
- « S'il pleut le jour de la Trinité, il pleut tous les jours de l'année », « s'il pleut le jour de la Trinité, c'est quarante jours sans arrêter » ou « s'il pleut à la Trinité, il pleuvra sept dimanches durant. »
- « À la Pentecôte, fraises on goûte ; à la Trinité, fraises au panier. »
- « Il reviendra à Pâques ou à la Trinité. »